# Anthalia brevicornis
Anthalia brevicornis är en tvåvingeart som först beskrevs av Gabriel Strobl 1899.  Anthalia brevicornis ingår i släktet Anthalia och familjen puckeldansflugor. Inga underarter finns listade i Catalogue of Life.